# Wilhelm Rieth
Wilhelm Rieth (* 9. August 1897 in Heilbronn; † 23. November 1987) war ein deutscher Kaufmann. Er hat sich nach dem Zweiten Weltkrieg um die Bergung der unter den Trümmern verschütteten Heilbronner Kunstwerke verdient gemacht und ab 1963 im Ruhestand zahlreiche Modelle der alten Reichsstadt für die dortigen Museen geschaffen. Für seine Verdienste wurde er mit der Goldenen Münze der Stadt Heilbronn ausgezeichnet.

## Leben
Er war Sohn eines Ziseleurs. Nach dem Besuch der Oberrealschule in Heilbronn absolvierte er seine Lehre bei der Zigarrenfabrik J. L. Reiner, wo er bis 1945 arbeitete. Von 1945 bis 1949 war er als Zeichenlehrer an der Knabenmittelschule im Allee-Gebäude in Böckingen tätig.
In der Nachkriegszeit bemühte sich Rieth auf Veranlassung seines Nachbarn Wilhelm Mattes um die Bergung der unter Trümmern verschütteten Kunstschätze der durch die Luftangriffe auf Heilbronn zerstörten Stadt. Die Skulptur der heiligen Katharina (heute im Haus der Stadtgeschichte) konnte er unter dem Schutt in einem Brunnentrog wiederauffinden. Bei vielen Objekten gestaltete sich die Rettung zu einem Wettlauf mit Dieben. Die Galvanoplastik des als Ritter dargestellten St. Georg vom Georgsbrunnen hatte Rieth im August 1946 bereits aus dem Schutt geborgen, sie wurde jedoch noch entwendet, bevor Rieth sie abtransportieren konnte. Die bereits von Goethe beschriebene Äskulap-Figur der Einhorn-Apotheke wurde unter Rieths Augen gestohlen.
Im Jahre 1949 übte er wieder eine kaufmännische Tätigkeit aus, ab 1952 war er bei Fenster-Felder tätig. Ab 1963, nun im Ruhestand, schuf er 28 Modelle der alten Reichsstadt Heilbronn, so die Stadttore und Klöster für die Städtischen Museen Heilbronn bzw. für das Stadtarchiv Heilbronn. Zuletzt wohnte er im Altersheim Katharinenstift, wo er im Dachboden auch eine Werkstatt hatte.
Sein Modell des Heilbronner Katharinenspitals befindet sich heute im Haus der Stadtgeschichte in Heilbronn.

## Auszeichnungen
Im Jahre 1975 wurde er mit der Goldenen Münze der Stadt Heilbronn ausgezeichnet.

## Rezeption
Werner Heim beschreibt Rieth als „liebevollen Kenner“ seiner Heimatstadt sowie als fähigen Modellbauer, dessen Arbeiten zum „Großteil“ in den Museen ausgestellt wurden. An anderer Stelle nannte er Rieth gar den „besten Sachkenner von Heilbronn“, den er „auch als Künstler und nicht zuletzt als Mäzen“ schätze.
Uwe Jacobi würdigte den „Hobby-Bastler“ Rieth ebenfalls: Er habe „prachtvolle Modelle“ geschaffen und damit das geliebte Heilbronn auf besondere Weise gerettet.